# Melanotus tamsuyensis
Melanotus tamsuyensis là một loài bọ cánh cứng trong họ Elateridae. Loài này được Bates miêu tả khoa học năm 1866.